# 中谷彪
中谷 彪（なかたに かおる、1943年(昭和18年) - ）は、日本の教育行政学者。大阪教育大学名誉教授、森ノ宮医療大学教授などを務めている。

## 人物
大阪府河内長野市生まれ。1966年神戸大学教育学部卒、72年東京大学大学院教育学研究科教育行政学博士課程単位取得満期退学。74年大阪教育大学講師、助教授、教授、学長、2001年定年退官、名誉教授。2003年武庫川女子大学文学部教授。2004年「1930年代アメリカ教育行政学研究」で大阪市立大学文学博士。2013年森ノ宮医療大学教授。88‐89年トリニティー大学・文部省在外研究員。専攻は教育学・教育行政学。

## 著書
- 『国民の教育の自由』泰流社、1974
- 『教育権の研究』タイムス、1977
- 『子どもの教育・親の教育』泰流社 泰流選書、1980
- 『幼稚園の制度と歴史』家政教育社、1982
- 『学校経営の本質と構造』泰流社、1983
- 『教育基本法と教員政策』明治図書出版、1984
- 『子どもの幸福と教育』泰流社、1986
- 『教育基本法と教育行政の理論』明治図書出版、1987
- 『アメリカ教育行政学研究序説』泰流社、1988
- 『新・学校経営の本質と構造 ボトムアップ学校経営論の提唱』泰流社、1989
- 『風土と教育 アメリカと日本の教育文化』教育開発研究所、1991
- 『風土と学校文化 学校文化経営学』北樹出版、1992
- 『風土と教育文化 アメリカと日本の教育風土』北樹出版、1994
- 『現代学校教育論 人格の完成と生き甲斐の追求』溪水社、1997
- 『アメリカ教育行政学 ニューロンとカウンツ』溪水社、1998
- 『現代教育思想としての塩尻公明 人格主義の教育論』大学教育出版、1999
- 『教育基本法の教育理念』タイムス 教育ブックレット、2000
- 『子育てと自己啓発』タイムス 教育ブックレット、2000
- 『日本的学校経営学 『日暮硯』に学ぶ学校経営の真髄』北樹出版、2000
- 『教育基本法の理念を考える』北樹出版、2001
- 『教育基本法の世界 教育基本法の精神と改正論批判』溪水社、2003
- 『1930年代アメリカ教育行政学研究 ニューディール期民主的教育行政学の位相』晃洋書房、2005
- 『教育風土学 牧畜肉食文化と稲作農耕文化の教育問題』晃洋書房、2005
- 『子育て文化のフロンティア 伝えておきたい子育ての知恵』晃洋書房、2006
- 『子どもの教育と親・教師』晃洋書房、2008
- 『信頼と合意の教育的リーダーシップ 『日暮硯』に学ぶ学校経営の真髄』晃洋書房、2008
- 『ガンバレ!先生・教育委員会!! 国民に直接責任を負う教育のために』晃洋書房、2011
- 『塩尻公明 求道者・学者の生涯と思想』大学教育出版、2012
- 『受取るの一手 塩尻公明評伝』大学教育出版、2013
- 『塩尻公明と河合栄治郎 他力と自力の人間学』大学教育出版、2013

### 共編著
- 『ハンディ教育六法』志村欣一、浪本勝年共編、北樹出版、1984
- 『歴史にみる教育 教職と研究のために 教育史年表』編著、あゆみ出版、1993
- 『現代の教育を考える』浪本勝年共編著、北樹出版、1999
- 『教育基本法を考える その本質と現代的意義』浪本勝年共編著、北樹出版、2000
- 『教育思想に学ぶ』小林靖子共著 タイムス 教育ブックレット、2000
- 『現代の教師を考える』浪本勝年共編著、北樹出版、2001
- 『現代の学校経営を考える』浪本勝年共編著、北樹出版、2002
- 『現代教育用語辞典』浪本勝年共編 北樹出版、2003
- 『現代の幼児教育を考える』伊藤良高、浪本勝年共編著、北樹出版、2003
- 『歴史の中の教育〈教育史年表〉』伊藤良高共編著、教育開発研究所、2003
- 『現代教育のフロンティア』伊藤良高共編、晃洋書房、2005
- 『ハンディ教育六法、2005年版』浪本勝年、伊藤良高,志村欣一、中田康彦、廣田健、山口拓史,佐伯知美共編、北樹出版、2005
- 『教育基本法のフロンティア』伊藤良高、大津尚志共編、晃洋書房、2006
- 『西洋教育思想小史』小林靖子、野口祐子共著、晃洋書房、2006
- 『学校教育のフロンティア』伊藤良高共編、晃洋書房、2007
- 『生徒指導のフロンティア』碓井岑夫共編、晃洋書房、2007
- 『子ども家庭福祉のフロンティア』伊藤良高共編、晃洋書房、2008
- 『子どもと教育 歴史・遊び・発達・食』編著 中谷愛、野口祐子、小林靖子共著、現代図書、2008
- 『特別活動のフロンティア』臼井英治、大津尚志共編、晃洋書房、2008
- 『幼児教育のフロンティア』伊藤良高、北野幸子共編、晃洋書房、2009
- 『教育課程論のフロンティア』大津尚志、伊藤一雄,伊藤良高共編、晃洋書房、2010
- 『新教育基本法のフロンティア』伊藤良高、大津尚志共編、晃洋書房、2010
- 『保育ソーシャルワークのフロンティア』伊藤良高、永野典詞共編、晃洋書房、2011
- 『子ども・若者政策のフロンティア』伊藤良高、永野典詞、大津尚志共編、晃洋書房、2012
- 『教育と教師のフロンティア』伊藤良高共編、晃洋書房、2013
- 『生徒指導のフロンティア』新版　伊藤良高、大津尚志、永野典詞、冨田晴生共編、晃洋書房、2013

### 翻訳
- ニューロン『社会政策と教育行政』高木太郎共訳、明治図書出版、1976 海外名著選
- J.H.ニューロン『デモクラシーのための教育』明治図書出版、1980 海外名著選
- ハンナ・ワーワース・スワート『シュルツ伝記 アメリカ最初の幼稚園』田中敏隆共編訳、学苑社、1981
- G.S.カウンツ『地域社会と教育 教育委員会の社会的構成』三浦一郎ほか共訳、明治図書出版、1981 海外名著選
- ニーナ・C.バンデウォーカー『アメリカ幼稚園発達史』監訳、教育開発研究所、1987
- レイモンド・E.キャラハン『教育と能率の崇拝』中谷愛共訳、教育開発研究所、1996
- ローレンス・A.クレミン『アメリカ教育史考 E.P.カバリー教育史の評価』中谷愛共訳、晃洋書房、2005
- G.S.カウンツ『シカゴにおける学校と社会』伊藤良高,藤本典裕,佐伯知美共訳、大学教育出版、2006
- レイモンド・E.キャラハン『アメリカの教育委員会と教育長』中谷愛共訳、晃洋書房、2007
- フレデリック・ウィンスロウ・テイラー『科学的管理法の諸原理』中谷愛、中谷謙共訳、晃洋書房、2009

## 参考
- セブンネット
- J-GLOBAL
- 森ノ宮医療大学